# Talsperre Bao
Die Talsperre Bao (spanisch Presa de Bao) ist eine Talsperre mit Wasserkraftwerk in der Gemeinde O Bolo, Provinz Ourense, Spanien. Sie staut den Río Bibey zu einem Stausee auf. Die Talsperre dient der Stromerzeugung. Sie wurde 1960 fertiggestellt. Das zugehörige Kraftwerk Puente Bibey (span. Central hidroeléctrica de Puente Bibey) befindet sich ungefähr 9 km nordwestlich der Talsperre in der Gemeinde Manzaneda. Die Talsperre und das zugehörige Kraftwerk sind im Besitz von Iberdrola Generacion S.A. und werden auch von Iberdrola betrieben.

## Absperrbauwerk
Das Absperrbauwerk ist eine Gewichtsstaumauer aus Beton mit einer Höhe von 107 m über der Gründungssohle. Die Mauerkrone liegt auf einer Höhe von 654 m über dem Meeresspiegel. Die Länge der Mauerkrone beträgt 257 m. Das Volumen beträgt 465.000 m³.
Die Staumauer verfügt sowohl über einen Grundablass als auch über eine Hochwasserentlastung. Über den Grundablass können maximal 270 (bzw. 271,4) m³/s abgeleitet werden, über die Hochwasserentlastung maximal 1236,8 (bzw. 1420 oder 1480) m³/s. Das Bemessungshochwasser liegt bei 1420 m³/s.

## Stausee
Beim normalen Stauziel von 652 m erstreckt sich der Stausee über eine Fläche von rund 8,2 km² und fasst 238 Mio. m³ Wasser; davon können 238 Mio. m³ genutzt werden.

## Kraftwerk
Von der Talsperre geht ein 8,9 km langer Tunnel (Durchmesser 4,8 m) zunächst zu einem Wasserschloss. Von hier führt eine 371 m lange Druckrohrleitung zum unterirdischen Maschinenhaus des Kraftwerks. Nachdem das Wasser die Turbinen passiert hat, leitet ein 1,7 km langer Tunnel das Wasser zurück in den Fluss.
Das Kraftwerk ging 1964 (bzw. 1965) in Betrieb; seine installierte Leistung beträgt 284,8 (bzw. 285 313 313,13 oder 315) MW. Die durchschnittliche Jahreserzeugung liegt bei 550 Mio. kWh.
Es sind fünf Turbinen installiert. Vier davon sind Francis-Turbinen mit vertikaler Welle, die jeweils maximal 71 (bzw. 73,55) MW leisten; jeder der zugehörigen Generatoren leistet 102,5 MVA. Die Nennspannung der Generatoren beträgt 15 kV. Die Nenndrehzahl der vier Turbinen liegt bei 500 Umdrehungen pro Minute. Die Fallhöhe beträgt 360 m. Der Durchfluss liegt bei 22 m³/s je Turbine. Die fünfte Turbine leistet 0,8 MW.
Eine der vier Turbinen ist als Pumpturbine ausgelegt; sie leistet 71 (bzw. 76) MW. Die maximale Leistungsaufnahme im Pumpbetrieb beträgt 68 MW.